# موراویا

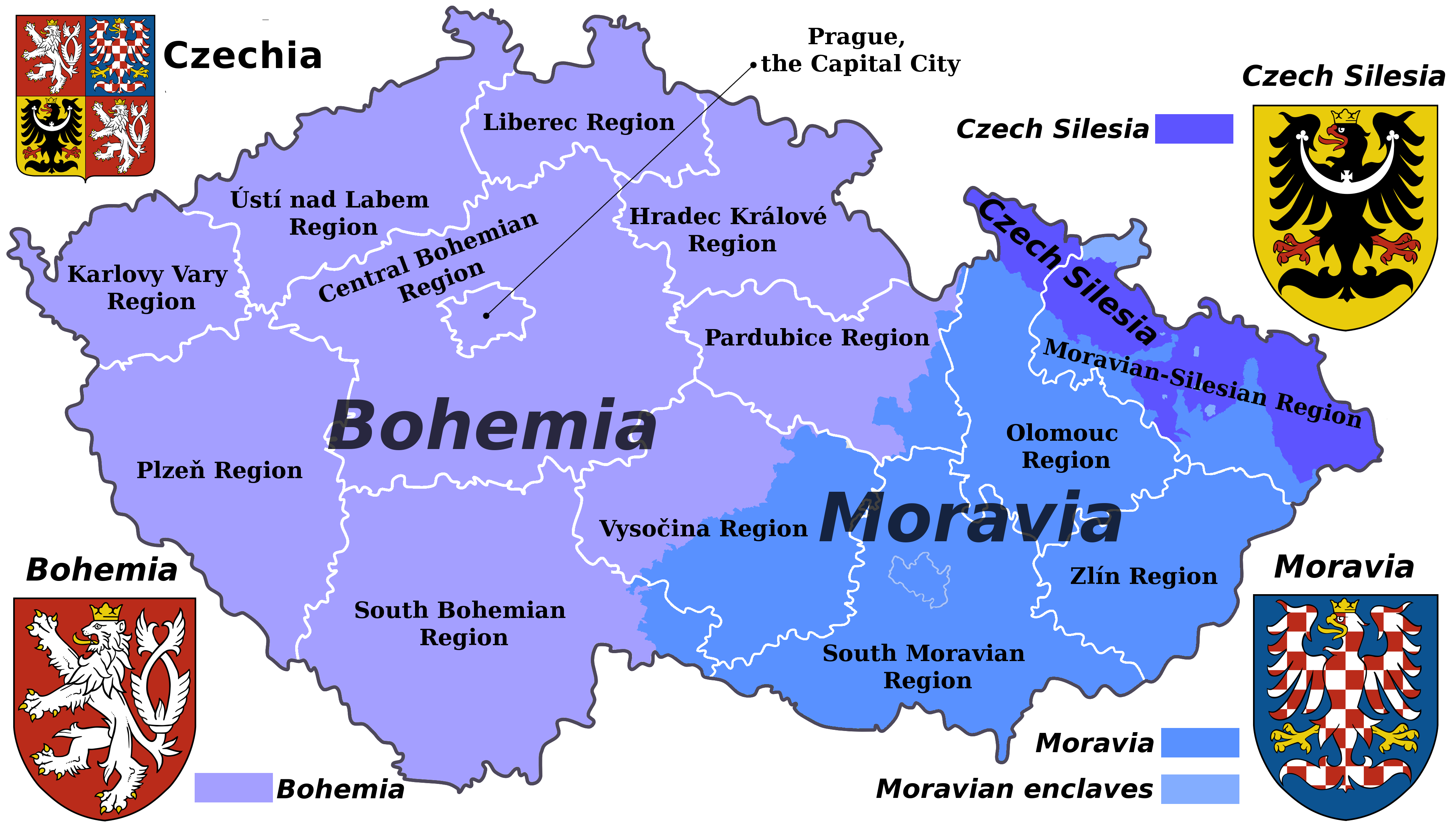
Czech historical lands and current administrative regions (kraje)

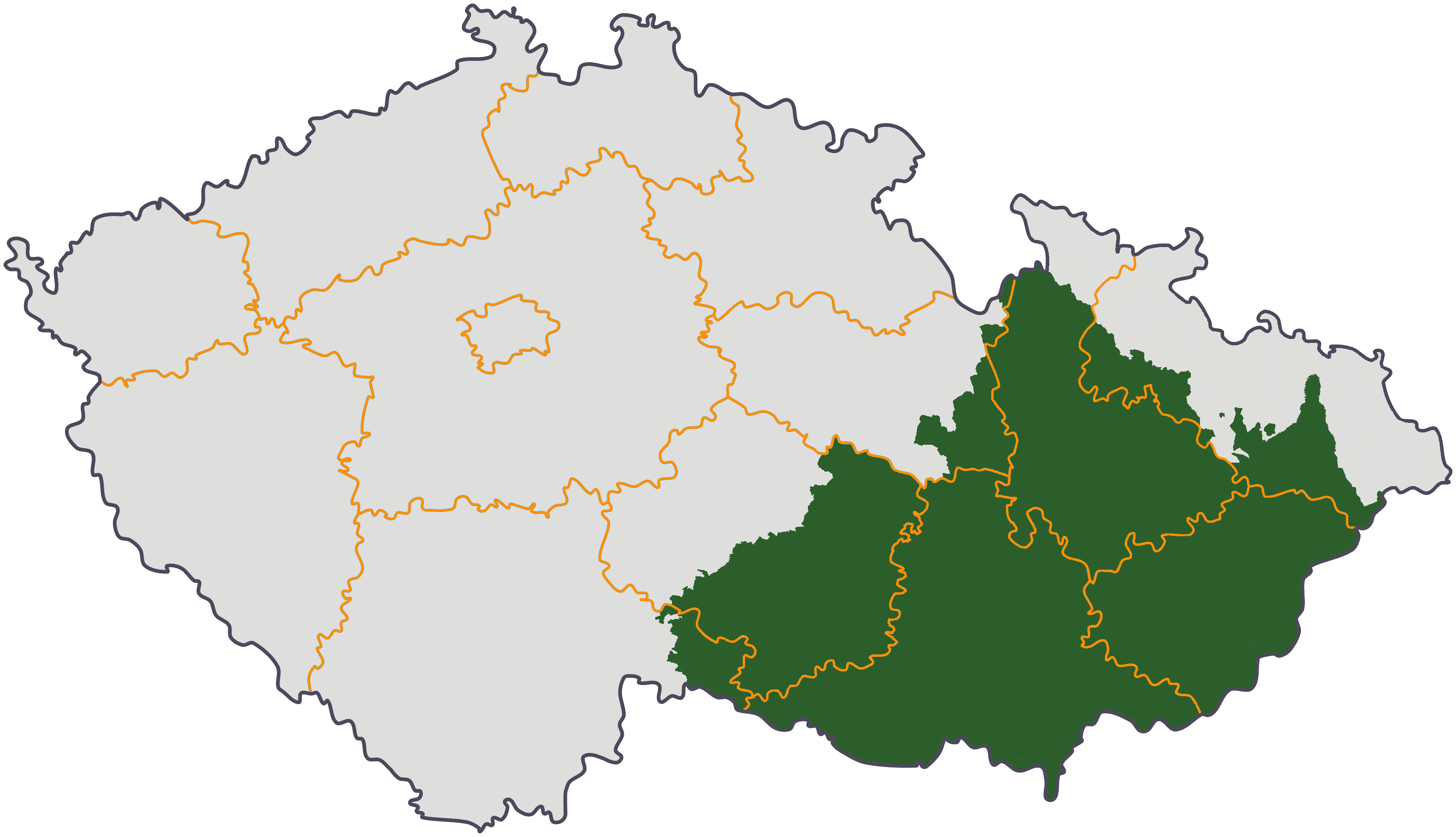
موراوی بر روی نقشه جمهوری چک

پرچم موراوی

مُراوی یا مراویا (به چکی: Morava، به آلمانی: Mähren، به سیلزیایی: Morawijo، به لهستانی: Morawy؛ به فرانسوی: Moravie) یک منطقه تاریخی در مرکز اروپا است. این منطقه در شرق جمهوری چک جای دارد و از سرزمین‌های چک پیشین است. نام موراوی از نام رود موراوی که از شمال غربی منطقه سرچشمه می‌گیرد، گرفته شده‌است.